# Indosidama moila
Indosidama moila – gatunek kosarza z podrzędu Laniatores i rodziny Assamiidae. Jedyny znany przedstawiciel monotypowego rodzaju Indosidama.

## Biotop
Kosarz ten jest troglobiontem.

## Występowanie
Gatunek endemiczny dla Indii, gdzie występuje w stanie Uttar Pradesh.